# Linave Transportes
Linave Transportes é uma empresa brasileira de transporte coletivo sediada em  Nova Iguaçu.
Fundada em 1975, a Linave Transportes é responsável pela ligação entre os municípios de Nova Iguaçu, Belford Roxo, Mesquita, Queimados e São João de Meriti. Em 2012 adquiriu algumas linhas da Viação Normandy do Triângulo e passou a atuar também em Japeri, Miguel Pereira, Paty do Alferes, Petrópolis, Vassouras, Barra do Piraí, Paraíba do Sul e Três Rios. Em 2020, recebeu do DETRO-RJ as três linhas intermunicipais que foram devolvidas pela Nilopolitana, com isso passou a operar também em Nilópolis.Em Dezembro de 2023 passou a operar a nova linha 412I - Seropédica  x Pavuna , sendo a primeira linha da empresa no município  de Seropédica.
No dia 14 de março, seus ônibus passaram a ter a pintura nas cores laranja, branco e cinza, padronizadas pela prefeitura, após a licitação que definiu quais empresas continuariam a operar linhas de transporte municipal.

A Linave passou então a fazer parte do Consórcio Reserva de Tinguá (Área I) - juntamente com as empresas Vera Cruz, São José e Mirante.